# Nokia (singolo)
Nokia è un singolo del rapper canadese Drake, pubblicato l'11 marzo 2025 come secondo estratto dall'album in studio collaborativo con PartyNextDoor Some Sexy Songs 4 U.

## Video musicale
Il video, girato in IMAX e diretto da Theo Skudra, è stato reso disponibile il 31 marzo 2025 attraverso il canale YouTube dell'artista. La clip è stata girata in bianco e nero e presenta un cameo del cestista Shai Gilgeous-Alexander.

## Classifiche
| Classifica (2025)   | Posizione massima |
| ------------------- | ----------------- |
| Australia           | 5                 |
| Canada              | 5                 |
| Emirati Arabi Uniti | 6                 |
| Irlanda             | 20                |
| Islanda             | 17                |
| Libano              | 8                 |
| Lituania            | 39                |
| Medio Oriente       | 9                 |
| Norvegia            | 63                |
| Nuova Zelanda       | 4                 |
| Regno Unito         | 10                |
| Stati Uniti         | 2                 |
| Sudafrica           | 9                 |
| Svezia              | 97                |
| Svizzera            | 56                |

## Date di pubblicazione
| Paese                 | Data          | Formato                | Etichetta                 | Nota   |
| --------------------- | ------------- | ---------------------- | ------------------------- | ------ |
| Stati Uniti d'America | 11 marzo 2025 | Contemporary hit radio | Santa Anna, OVO, Republic | [ 19 ] |
| Stati Uniti d'America | 8 aprile 2025 | Rhythmic contemporary  | Santa Anna, OVO, Republic | [ 20 ] |